# Cécile Stanislas Xavier de Girardin

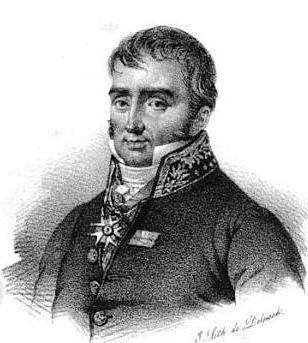
Stanislas Girardin, Kupferstich von François-Séraphin Delpech (1833)

Cécile Stanislas Xavier de Girardin (* 19. Januar 1762 in Lunéville; † 26. Februar 1827 in Paris), Comte, war ein Anhänger der Französischen Revolution, Mitglied der Nationalversammlung, Général de brigade und Präfekt.

## Herkunft und Jugend
Xavier de Girardin war der älteste Sohn von René Louis de Girardin und Cécile Brigitte Adélaïde Berthelot de Baye und Patenkind des abgedankten polnischen Königs Stanislaus I. Leszczyński. Xavier de Girardin wurde von seinem Vater auf dessen Besitz Ermenonville gemeinsam mit seinen Geschwistern nach den Grundsätzen der Rousseau’schen Schriften erzogen. Der Tod seiner Großmutter mütterlicherseits berührte den jungen Mann stark, die Umstände der ersten Heirat seiner Schwester Sophie am Hof von Versailles stießen auf seine Kritik. 1780, im Alter von sechzehn Jahren, trat er in ein Dragonerregiment ein und stieg bald zum Capitaine auf.

## Leben und politische Laufbahn
Mit der Veröffentlichung seiner Lettre de vicomte d’Ermenonville à M. hatte sich Girardin zur Sache der Revolution bekannt. 1790 wurde er als Vertreter des Departments Oise in die Nationalversammlung gewählt. Als Mitglied der Gesetzgebenden Versammlung hielt er anfangs zur äußersten Linken, näherte sich dann aber der Rechten an, da er die bevorstehende Anarchie vorhersah, und verteidigte ab 1792 vehement das konstitutionelle Königtum. Nachdem Girardin am 10. August 1792 von Soldaten beleidigt und misshandelt worden war, erklärte er öffentlich die Nationalversammlung für nicht mehr unabhängig und frei in ihrer Entscheidung. Dies führte Anfang 1793, nach einem Aufenthalt in London, zu seiner Verhaftung durch die Jakobiner. Erst im August 1794 wurde er wieder in die Freiheit entlassen.
Im Tribunat vertrat Xavier de Girardin die Interessen der Familie Bonaparte. 1804 trat er wieder in die Armee ein. 1806 hielt er sich mit Joseph Bonaparte in Italien auf. 1808 ging er als Général de brigade mit Joseph nach Spanien. Nach seiner Rückkehr wurde er 1812 Präfekt des Départements Seine-Inférieure, 1819 im Departement Côte-d’Or.
Weil er, gleichzeitig vom Département Seine-Inférieure in die Kammer gewählt, zur Opposition hielt und namentlich gegen die Ausnahmegesetze beim Tode des Herzogs von Berry kämpfte, verlor er 1820 seine Präfektenstelle. Dagegen behielt er seinen Platz in der Kammer auf der äußersten Linken bis 1826.
Xavier de Girardin war verheiratet mit Marie France Serres (gestorben 1855). Das Ehepaar hatte zwei Söhne, Stanislas Xavier de Girardin (1811–1832) und Ernest Stanislas de Girardin, der wie sein Vater Politiker wurde.

## Schriften
- Promenades ou itinéraires des jardins d’Ermenonville (Paris 1788, 1811)
- Discours et opinions (Paris 1828)
- Journal et souvenirs (Paris 1828, 1834)